# Agrofenologia

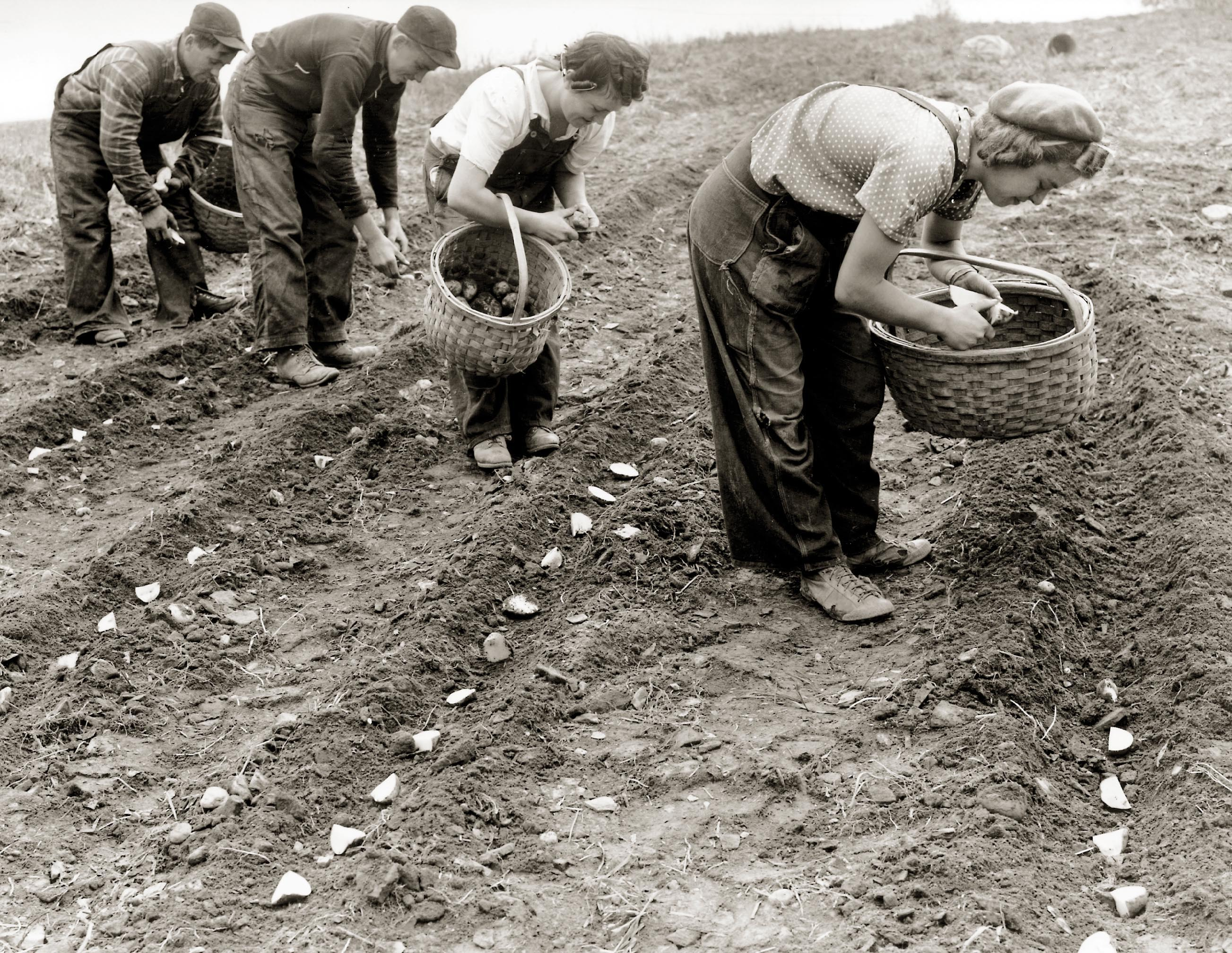
Ręczne sadzenie ziemniaków rok 1950.

Agrofenologia – nauka badająca wpływ czynników klimatycznych na prace wykonywane w rolnictwie.
Ocenia zależność terminu wykonywania prac uprawowych a fazą rozwojową rośliny uprawnej lub dzikiej. Analizuje także wpływ pogody na skuteczność zabiegów agrotechnicznych wykonywanych w różnych fazach rozwojowych rośliny na plon

## Przykłady
- początek sianokosów przypada na początek kwitnienia traw kostrzewa łąkowa, tymotki[1],
- najwcześniejszy termin siewu buraków przypada na początek wytwarzania liści u agrestu, porzeczek, bzu i brzozy, początek kwitnienia wiśni, czereśni oraz pełnią kwitnienia forsycji[2].
- termin sadzenia ziemniaków oraz siewu kukurydzy związany jest z początkiem kwitnienia mniszka lekarskiego, oraz kwitnieniem porzeczki czarnej i czeremchy[3][4].Kwitnienie Mniszka Lekarskiego na obszarze Polski

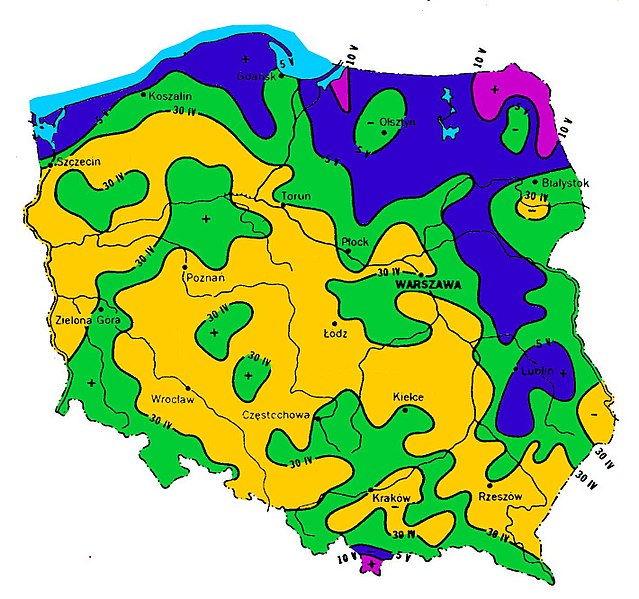
Kwitnienie Mniszka Lekarskiego na obszarze Polski